# Imprenta Real (España)
La Imprenta Real fue un lugar de impresión situado en Madrid entre los siglos XVI y XIX.

## Historia
Apareció inicialmente en Madrid a finales del reinado de Felipe II, en 1594. En ese año el monarca otorgaría al florentino Julio de Junta el título de impresor del Rey con facultad de nombrar sucesor. No sería hasta 1596 cuando se publicó el pie de imprenta: En la Imprenta Real. La Imprenta se habría instalado en unas casas alquiladas a Beatriz Ramírez de Mendoza, condesa consorte de Castellar.
Julio de Junta nombraría como sucesor a su sobrino Tomás Junti o Junta. La Imprenta Real continuaría en propiedad de la familia Junta hasta su reconfiguración en la segunda mitad del siglo XVIII.
Su configuración definitiva se produciría en 1780 cuando tras la muerte de Francisco Manuel de Mena, la secretaría de Estado se hace con la conocida como Imprenta de la Gaceta y la renombra como Imprenta Real.Entre 1791 y 1795 se construiría un edificio para albergar la Imprenta Real en la madrileña calle de Carretas.
En 1834 la Imprenta Real pasaría a denominarse Imprenta Nacional.

### Individuales
1. ↑  Agulló Cobo, Mercedes (1992). La imprenta y el comercio de libros en Madrid: (siglos XVI-XVIII) (Tesis de doctor). Madrid: Universidad Complutense de Madrid. p. 36-37.
2. ↑  Moll, Jaime. «Junta, Julio de». Diccionario biográfico español. Real Academia de la Historia (España).
3. ↑  Encinas, Diego de (1 de mayo de 2018). Cedulario indiano (5 volúmenes): Recopilado por Diego de Encinas (Cedulario de Encinas). Boletín Oficial del Estado. p. 53. ISBN 978-84-340-2470-0. Consultado el 17 de agosto de 2023.
4. ↑  «Pleito de Julio Junti de Modesti, de Madrid Beatriz Ramírez de Mendoza, Condesa de Castellar, de Madrid Sobre Devolución a Julio Junti». Portal de Archivos Españoles.
5. ↑  Cruz Redondo, 2017, pp. 126-127.